# Pterois

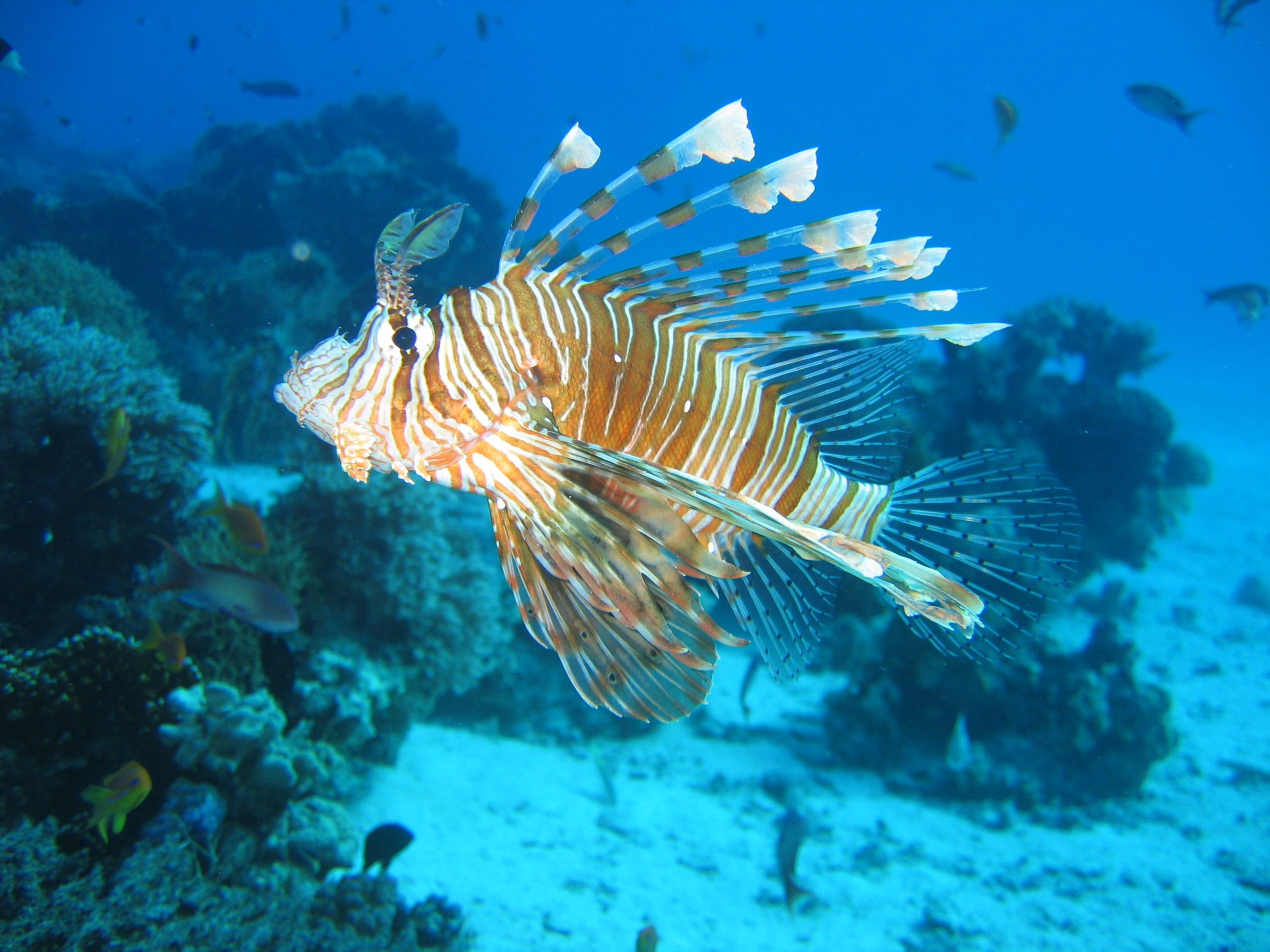
Pterois miles

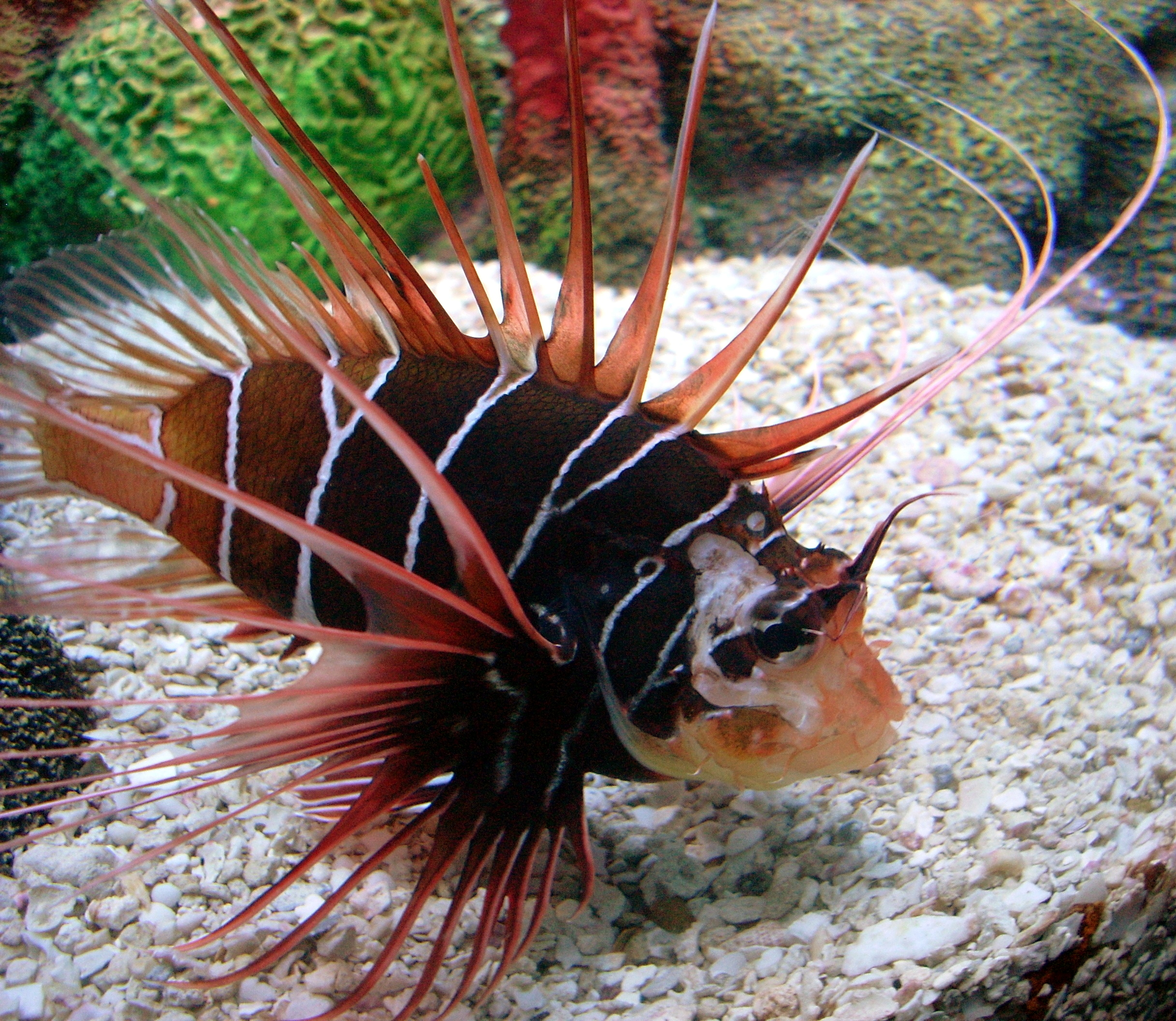
Peix escorpí radiat (Pterois radiata)

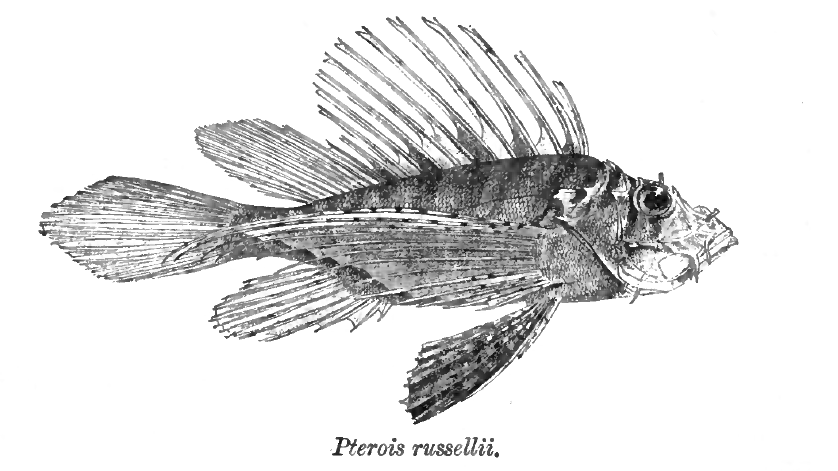
Pterois russelii

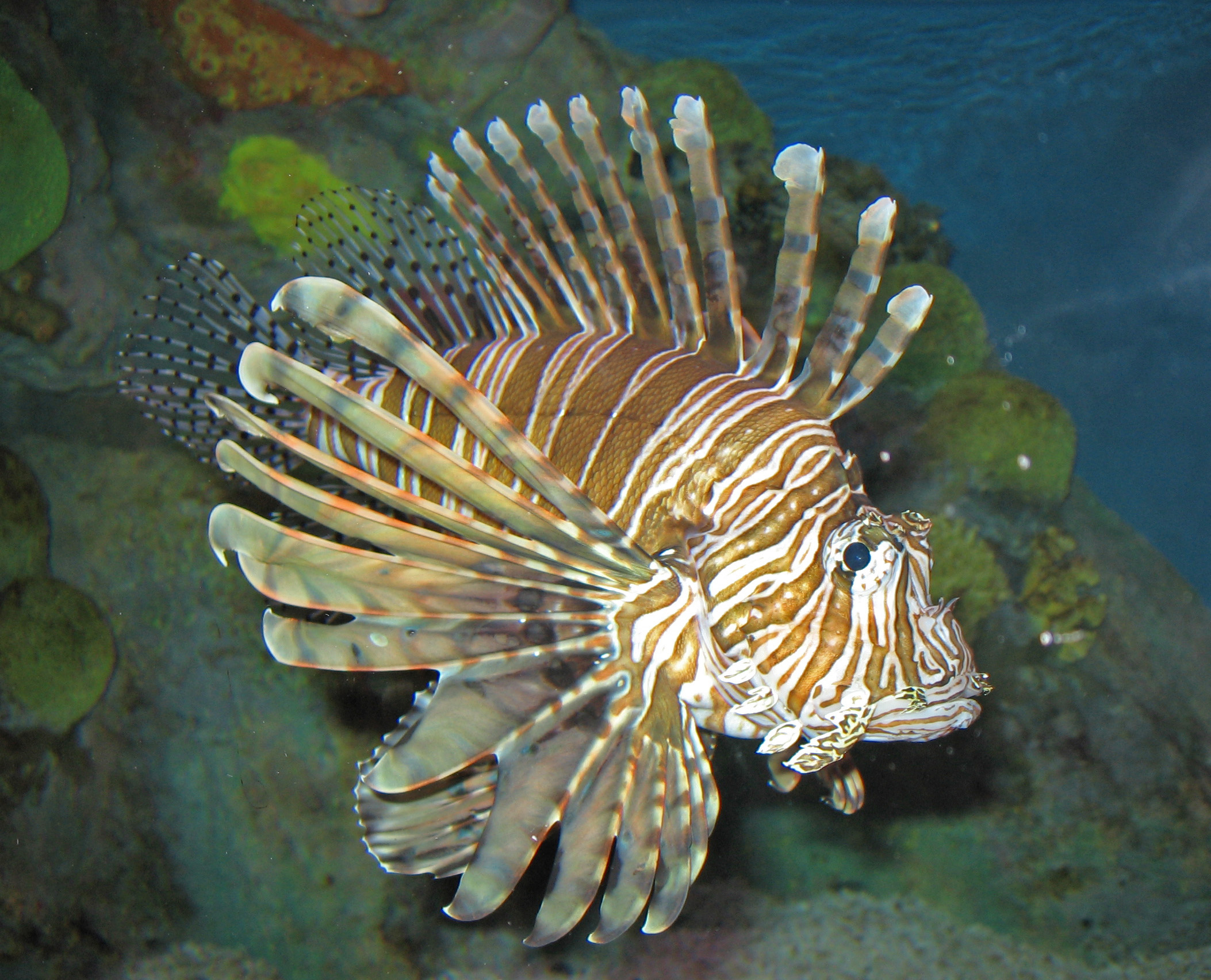
Peix escorpí (Pterois volitans)

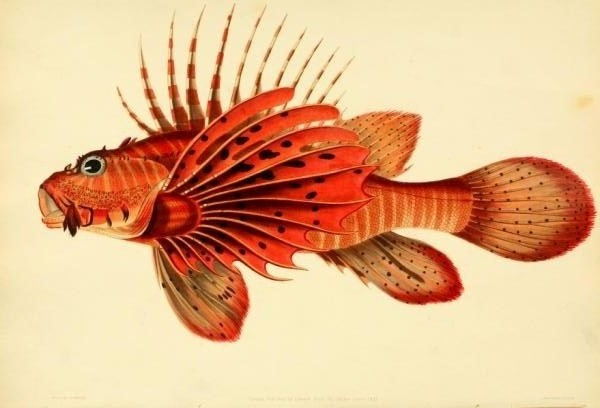
Il·lustració de l'any 1830

Pterois és un gènere de peixos marins verinosos pertanyent a la família dels escorpènids.

## Descripció
- Tenen un parell d'aletes pectorals en forma de ventall.
- La primera aleta dorsal té diverses espines verinoses i punxegudes.
- Les seues morfologies i coloracions (dominades pel color marró i, de vegades, amb franges blanques al llarg del cos i les aletes) els ajuden a camuflar-se amb l'entorn.[2]

## Distribució geogràfica
Es troba, sobretot, als oceans Índic i Pacífic.

## Taxonomia
- Pterois andover (Allen & Erdmann, 2008)[3]
- Pterois antennata (Bloch, 1787)[4]
- Pterois brevipectoralis (Mandrytsa, 2002)[5]
- Pterois kodipungi (Bleeker, 1852)
- Pterois lunulata (Temminck & Schlegel, 1843)[6]
- Pterois miles (Bennett, 1828)[7][8][9]
- Pterois mombasae (Smith, 1957)[10]
- Peix escorpí radiat (Pterois radiata) (Cuvier, 1829)[11]
- Pterois russelii (Bennett, 1831)[12]
- Pterois sphex (Jordan & Evermann, 1903)[13]
- Peix escorpí (Pterois volitans) (Linnaeus, 1758)[14][15][16][17][18][19][20][21][22][23]

## Observacions
Algunes de les seues espècies són populars com a peixos d'aquari.